# (2436) Hatshepsut
(2436) Hatshepsut es un asteroide perteneciente al cinturón de asteroides, descubierto el 24 de septiembre de 1960 por Cornelis Johannes van Houten en conjunto a su esposa también astrónoma Ingrid van Houten-Groeneveld y el astrónomo Tom Gehrels desde el Observatorio del Monte Palomar, Estados Unidos.

## Designación y nombre
Designado provisionalmente como 6066 P-L. Fue nombrado Hatshepsut en homenaje a Hatshepsut quinta reina-faraona de la 18.ª Dinastía egipcia.